# Catedral del Espíritu Santo (Palimé)
La Catedral del Espíritu Santo o simplemente Catedral de Kpalimé (en Francés: Cathédrale Saint Esprit de Kpalimé) es el nombre que recibe un edificio religioso que se encuentra en la localidad de Kpalimé (también escrito Palimé) en el sur del país africano de Togo.
El templo sigue el rito romano o latino y sirve como la sede de la diócesis de Kpalimé  (Dioecesis Kpalimensis; Diocèse de Kpalimé) que fue creada en 1994 mediante la bula "Supremo in Ecclesia" del papa Juan Pablo II.
Tiene sus orígenes en la estación principal y parroquia del Espíritu Santo creada en 1902 por Monseñor Bucking, en la época en que Togo era una posesión del Imperio Alemán. La primera piedra de la actual catedral fue colocada por misioneros alemanes en 1913 y fue bendecida en 1914. Fue restaurada en 2001 y fue consagrada como catedral en 2003.